# Taldyqorghan
Taldyqorghan (kazakiska: Талдықорған; ryska: Талдыкорган, Taldykorgan, tidigare Талды-Курган, Taldy-Kurgan) är en stad i Almaty-provinsen i sydöstra Kazakstan. Staden hade 143 407 invånare år 2010. Staden är en av Kazakstans 21 städer med en befolkning på över 100 000 personer. Majoriteten av stadens invånare är kazaker men en relativt stor del (25,47%) av befolkningen är ryssar.
Staden har även en egen flygplats med reguljära avgångar inrikes och utrikes. Dess bästa fotbollsklubb sett till division heter FK Zjetysu och spelar i Premjer Ligasy. Cyklisten Andrej Kiviljov kom från Taldyqorghan.